# ObZen
Az ObZen a svéd metalegyüttes, a Meshuggah 2008-ban megjelent nagylemeze.
Tomas Haake, a zenekar dobosa 2007 év végén úgy nyilatkozott a Revolver magazinnak, hogy a Meshuggah a következő albumával visszatér a püfölős, dupla lábdobos témákhoz és a súlyos riffekhez, (mely a korábbi anyagaikat jellemezte főként) hogy megszülessen valami vad, eklektikus zene. "Van néhány gyors, intenzív dalunk és pár kapkodós, súlyos témánk, ami azokra a dolgokra hajaz, amiket régen csináltunk. Ezek pedig megkívánják, hogy újra én doboljak."[forrás?]

## Dalok
1. "Combustion" - 4:11
2. "Electric Red" - 5:53
3. "Bleed" - 7:25
4. "Lethargica" - 5:49
5. "obZen" - 4:27
6. "This Spiteful Snake" - 4:55
7. "Pineal Gland Optics" - 5:14
8. "Pravus" - 5:13
9. "Dancers to a Discordant System" - 9:36